# Delonix floribunda
Delonix floribunda – gatunek wianowłostki z rodziny bobowatych (Fabaceae) z podrodziny brezylkowych (Caesalpinioideae). Występuje endemicznie na Madagaskarze, w prowincji Toliara.
Rośnie w bioklimacie półsuchym. Występuje na wysokości do 500 m n.p.m.